# Palazzo di Marmo
Il Palazzo di Marmo (in russo Мраморный дворец?, Mramornyj dvorec),  progettato da Antonio Rinaldi, è stato uno dei primi edifici neoclassici di San Pietroburgo, in Russia e si trova fra il Campo di Marte e il lungoneva del Palazzo, leggermente ad est rispetto alla residenza imperiale. L'edificio deve il suo nome al fatto che per realizzare i rivestimenti e le decorazioni del palazzo, sono stati utilizzati svariati tipi di marmi, essendone stati impiegati ben 32 tipi diversi. 

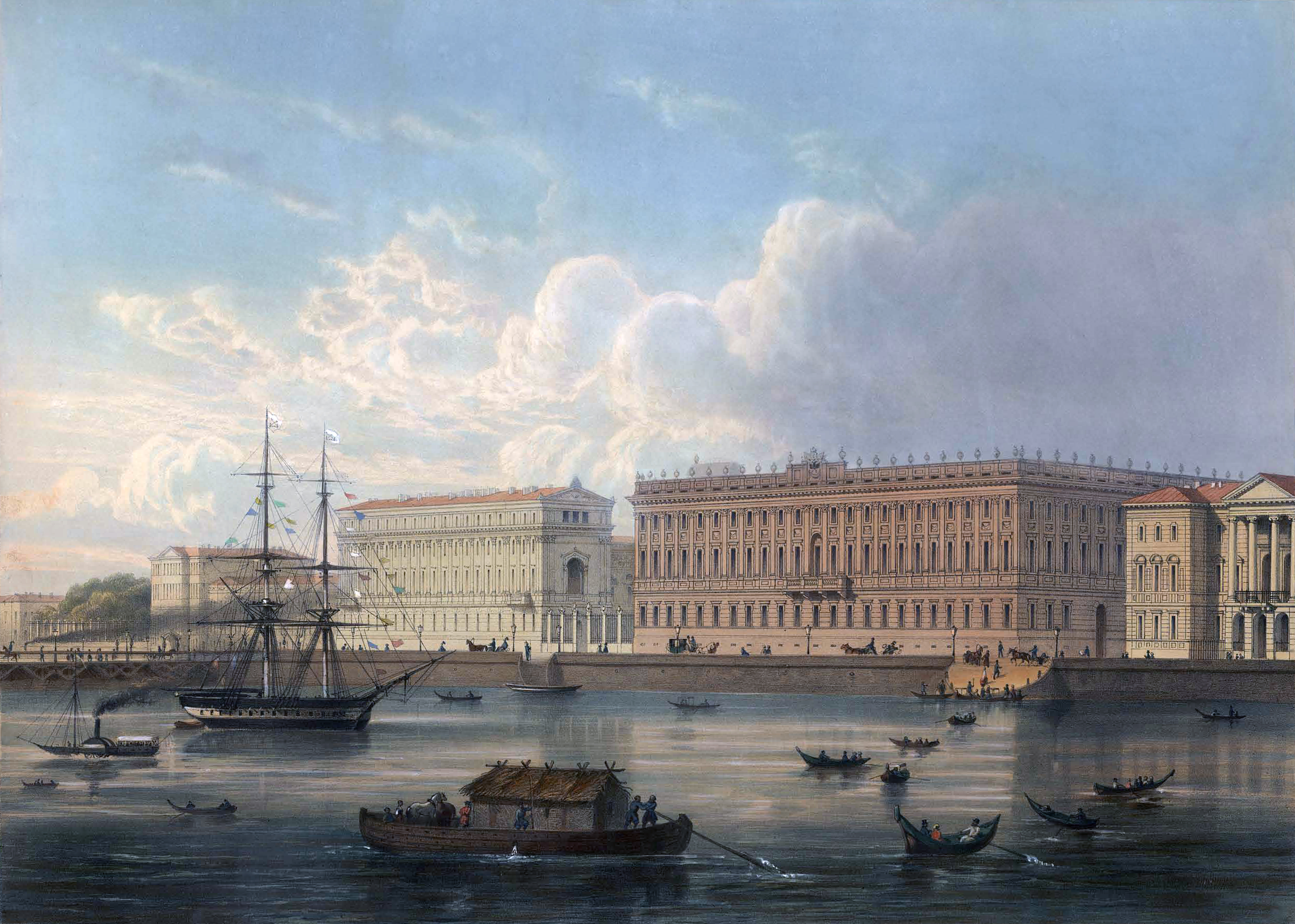
Il palazzo (a destra) in una veduta di Iosif Iosifovč Šarleman', XIX secolo.

## Storia
Fu costruito per il conte Grigorij Grigor'evič Orlov, favorito dell'imperatrice Caterina II di Russia, dal 1768 su disegni di Antonio Rinaldi, la cui fama era legata alle decorazioni degli interni della Reggia di Caserta: la combinazione di ornamentazioni sontuose con una rigorosa monumentalità classicizzante che egli applicò può essere fatta risalire agli anni in cui collaborò con Luigi Vanvitelli in Italia. 

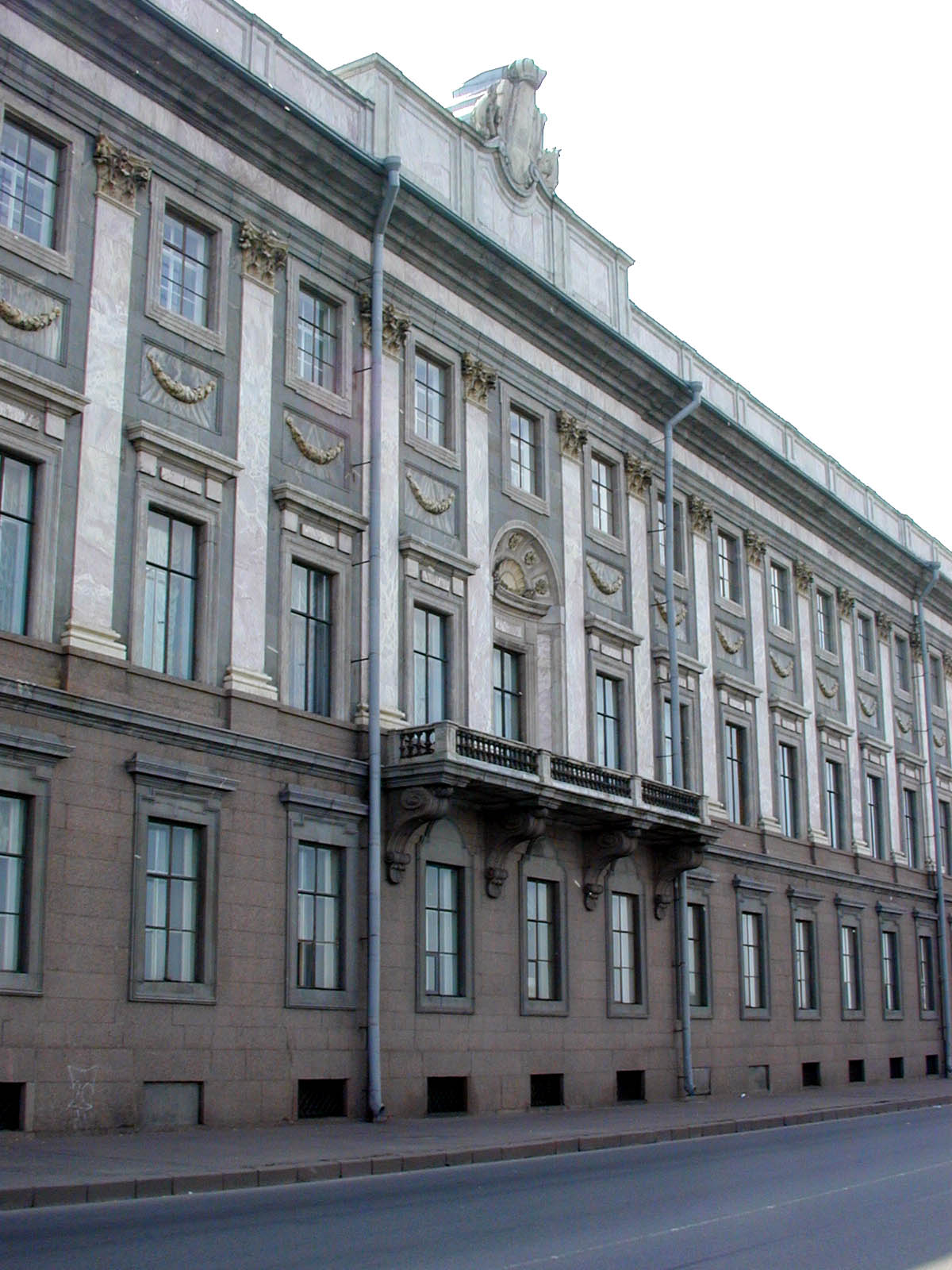
Facciata del palazzo.

Nel 1785 il conte Orlov perse il favore dell'imperatrice, che acquisì il palazzo per i suoi eredi. Tra il 1797 ed il 1798 fu affittato a Stanislao Poniatowski, l'ultimo re di Polonia ed in seguito passò al granduca Costantino e, morto senza eredi, all'omonimo nipote, il granduca Konstantin Nikolaevič ed alla sua discendenza. Questi, nel 1843, decise di far ridecorare la struttura ed assumendo Aleksandr Brjullov come architetto: vennero edificati una chiesa ed altri edifici contigui, mentre l'interno fu rinnovato in armonia con i gusti eclettici del nuovo proprietario. Soltanto la scala principale e la "Sala di marmo" non furono toccati e ancora mantengono i raffinati lavori in stucco e gli elaborati intarsi marmorei dell'epoca del Rinaldi. 
Durante l'epoca sovietica, il palazzo prima ospitò il Ministero del lavoro e della previdenza sociale (1917-19), poi l'Accademia di Cultura Materiale (1919-36) ed infine il Museo Lenin (1937-91). Attualmente l'edificio contiene una filiale del Museo russo, di cui ospita alcune mostre permanenti, in particolare quelle di arte contemporanea tra cui "Artisti stranieri in Russia (diciottesimo e diciannovesimo secolo)",

## Descrizione del palazzo
La pianta dell'edificio è trapezoidale e ciascuna delle quattro facciate, benché rigorosamente simmetriche, hanno una composizione architettonica differente. 
All'interno notevole è la Sala dei Marmi le cui pareti sono rivestite di marmi policromi e le lesene sono concluse con capitelli dorati; nei riquadri e nei medaglioni alle pareti sono inseriti dei bassorilievi, raffiguranti scene di ambientazione dell'antica Roma, scolpiti da Fedot Ivanovič Šubin e Michail Ivanovič Kozlovskij.
Oltre ai due russi, appena citati, furono numerosi gli artisti e di diverse provenienze, fra questi vi era anche Stefano Torelli. 
Una delle facciate cela un cortile interno, dove tra il 1937 ed il 1992 fu esposta l'auto blindata impiegata da Lenin per il suo famoso discorso del 3 aprile 1917 appena tornato dall'esilio, mentre oggi vi è posta una statua equestre di Alessandro III di Russia, il lavoro più famoso dello scultore Paolo Troubetzkoy, prima collocata davanti alla stazione ferroviaria Moskovskij. 

## Museo Ludwig
Il museo ospita una filiale del Museo Ludwig, intitolata "Peter Ludwig al Museo Russo", collezione costituita da tele di Andy Warhol ed altri artisti della Pop Art, appartenenti alla Fondazione Peter Ludwig.